# نیچیرن (فیلم)
نیچیرن (به ژاپنی: 日蓮 Nichiren) فیلمی به کارگردانی ناکامورا نوبورو است که در سال ۱۹۷۹ میلادی منتشر شد. در این فیلم یوروزویا کینوسوکه نقش نیچیرن را ایفا می‌کند. این فیلم در سال ۲۰۰۵ میلادی به صورت دی‌وی‌دی منتشر شده‌است.